# Thore Christian Elias Fries
Thore Christian Elias Fries (1886 -1930, nieto del gran micólogo Elias Fries (1794-1878), hijo de Thore M. Fries y hermano de Robert E. Fries); fue profesor de Botánica Sistemática en la Universidad de Lund. Se especializó en liquenología y en fitogeografía. Realizó trabajos a campo, y expediciones a India y África
Fue miembro de la British Mycological Society y asociado con muchos jardines botánicos y otros museos.

## Algunas publicaciones
- Fries, T.C.E. 1922. Die Gastromyceten der Juan Fernández und Osterinseln. En Skottsberg [ed.], The Natural History of Juan Fernández & Eastern Island 2: 59-60. Upsala
- Du Rietz GE von, TCE Fries, H Osvald, TÅ Tengwall. Gesetze der Konstitution natürlicher Pflanzengesellschaften. (Vetenskapliga och praktiska undersökningar i Lappland. Flora och fauna Nº 7
- ----. 1919. Den synekologiska linjetaxeringsmetoden. (Vetenskapliga och praktiska undersokningar i Lappland. Flora och fauna N.º 6
- ----. 1918. Experimentella undersökningar över det arktiska ljusklimatets inflytande på växterna. Vetenskapliga och praktiska undersökningar i Lappland. Flora och fauna N.º 5
- ----.1913. Botanische Untersuchungen im nördlichsten Schweden. Ein Beitrag zur Kenntnis der alpinen und subalpinen Vegetation in Torne Lappmark. Akademische Abhandlung. Con dos mapas (Vetenskapliga och praktiska undersökningar i Lappland. Flora och fauna N.º 2)

- La abreviatura «T.C.E.Fr.» se emplea para indicar a Thore Christian Elias Fries como autoridad en la descripción y clasificación científica de los vegetales.[5]